# Metroprojekt
METROPROJEKT Praha a.s. je projekční firma se sídlem v Praze patřící do skupiny SUDOP GROUP a.s. Firma vznikla s rozhodnutím o výstavbě páteřní sítě metra v Praze. Kromě původního zaměření na dopravní a podzemní stavby v současnosti pracuje i na velkých projektech pro soukromé developery, např. Centrum Černý Most, Europark Štěrboholy nebo Aquapalace Praha. Ve společnosti působil mj. Patrik Kotas.

## Historie
Počátkem historie firmy je datum 1. 1. 1971, kdy vznikl Dopravní podnik hlavního města Prahy – Projektový ústav Metroprojekt (zkráceně DP-Metroprojekt) během reorganizace pražského dopravního podniku na výrobně hospodářskou jednotku trustového typu. V té době byl Metroprojekt jedním z pěti formálně samostatných podniků. Účelem společnosti bylo zajišťování projekční činnosti především při výstavbě pražského metra, jehož první úsek byl zprovozněn v roce 1974.
Při následující reorganizaci dopravního podniku 1. 1. 1977 na VHJ koncernového typu se však Metroprojekt stal pouze koncernovou účelovou organizaci s omezenou ekonomickou a právní subjektivitou. V 70. a 80. letech společnost dodala projekty pro stavbu 10 dalších stavebních úseků pražského metra.
Samostatnost firmy byla obnovena 1. 7. 1989 transformací na státní podnik METROPROJEKT Praha. Ten byl privatizován a 22. 4. 1992 vznikl METROPROJEKT Praha a.s. V 90. letech se Metroprojekt přestal specializovat výlučně na návrhy metra a začal projektovat i rekonstrukce železničních tratí, stavby nových dálničních a železničních tunelů i různé další velké zakázky (několik obchodních center, rekonstrukce pražského metra po povodních v roce 2002, dostavby vojenských základen před vstupem ČR do NATO, aj.).
Od 29. 5. 2007 je jako jediný akcionář zapsána společnost SUDOP GROUP a.s. Zatím největší zahraniční zakázkou je návrh třetí linky metra v Sofii v Bulharsku, jejíž první úsek byl zprovozněn v roce 2020.

## Některé realizované projekty

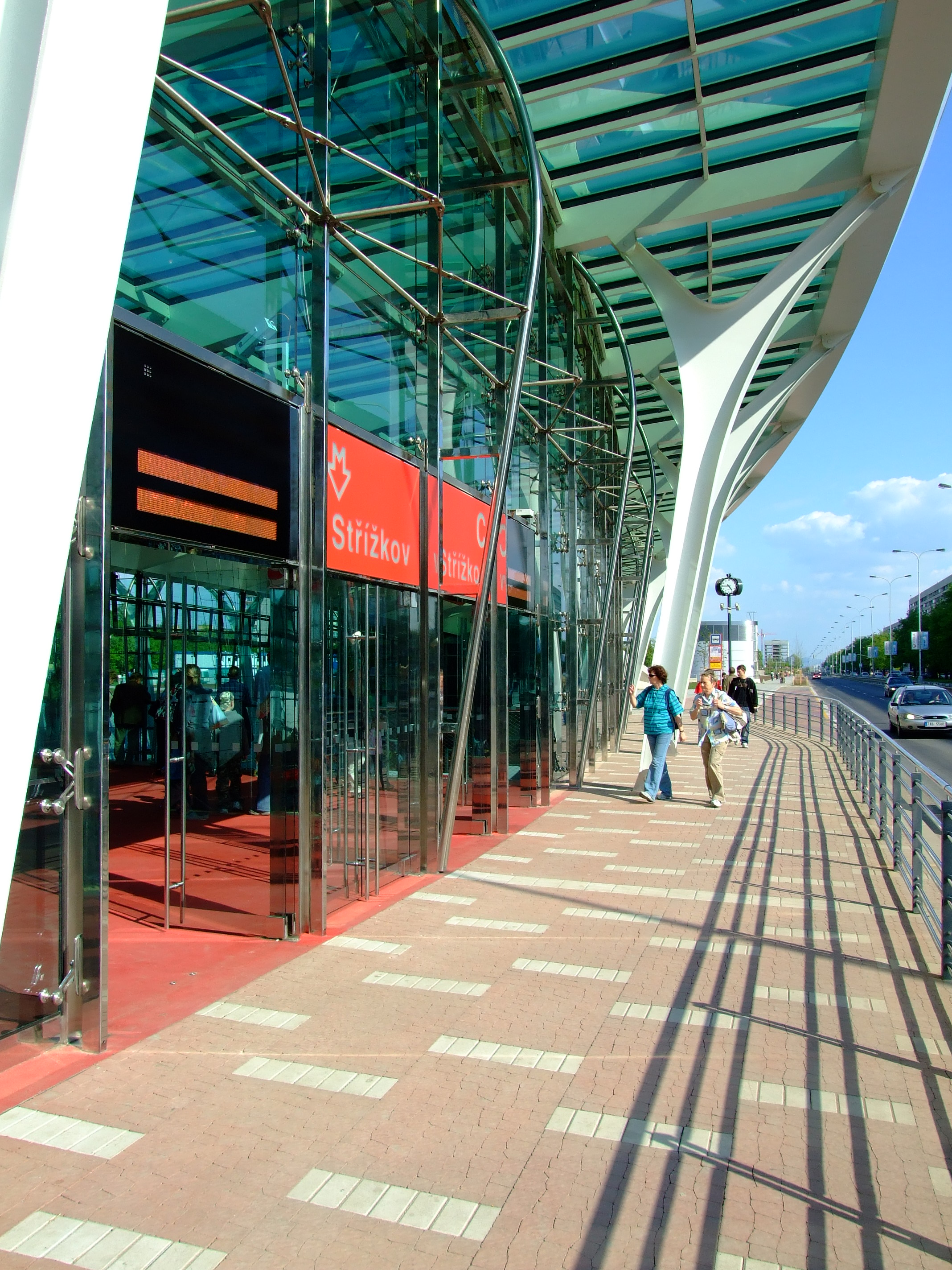
Stanice metra Střížkov

### Metro v Praze
- linka A – stanice Nemocnice Motol
- linka B – stanice Černý Most, Rajská zahrada
- linka C – stanice Střížkov

### Dopravní stavby
- Hřebečský tunel[2]
- Tunel Panenská[2]
- Tramvajová trať Hlubočepy – Sídliště Barrandov[2]
- Dejvický tunel (Tunelový komplex Blanka)[2]
- Terminál hromadné dopravy Hradec Králové[2]
- Tunel Branisko[2]
- Lochkovský tunel[2]
- dopravně urbanistický a základní technický návrh trasy a stanic linky 3 Sofijského metra[2][6][7]

### Ostatní
- Centrum Černý Most[2]
- Europark Štěrboholy[2]
- Aquapalace Praha[2]